# Alexandriai Ambrosziosz
Alexandriai Ambrosziosz (4. század) ókeresztény író.
Életéről keveset tudunk. Szent Jeromos közlése szerint Didümosz tanítványa volt. Kommentárt írt Jób könyvéhez és cáfolta Apollinarisz tanait.